# Александропольская волость
Александропо́льская во́лость — историческая административно-территориальная единица Старобельского уезда Харьковской губернии с центром в слободе Александрополь.
По состоянию на 1885 год состояла из 6 поселений, 6 сельских общин. Население — 1 737 человек (895 мужского пола и 842 — женского), 259 дворовых хозяйств.
|                       | Площадь, десятин | В том числе пахотной, дес. |
| --------------------- | ---------------- | -------------------------- |
| Сельских общин        | 1160             | 1062                       |
| Частной собственности | 8699             | 2446                       |
| Другой собственности  | 50               | 30                         |
| В целом               | 9909             | 3538                       |

Основное поселение волости по состоянию на 1885 год:
- Александрополь — бывшая собственничевская слобода в 50 верстах от уездного города, 864 человека, 140 дворовых хозяйств, православная церковь, лавка.

В конце XIX века волость ликвидирована, территория вошла в состав Танюшевской волости.